# 安積町 (郡山市)
安積町（あさかまち）は、福島県郡山市に所在する大字である。郵便番号は963-0114。

## 地理
郡山市南部の行政区である安積町に属する。柴宮土地区画整理事業により1988年に安積町荒井より分離新設された1.6ヘクタールの区域であり、字柴宮東のみを持つ。国道4号あさか野バイパスから西の郡山市立柴宮小学校までの間を範囲とし、周囲すべてで安積町荒井と隣接する。国道沿いに運送会社や中古車販売店が立地するほかは住宅地が広がる。笹川二丁目に所在する郡山警察署笹川交番、および安積二丁目に所在する郡山消防署安積分署がそれぞれ管轄にあたる。

### 主な字
字
- 柴宮東

## 沿革
- 1988年 - 柴宮土地区画整理事業の換地処分により安積町荒井より分離新設される。

## 世帯数と人口
2024年1月1日現在の世帯数と人口は以下の通りである。
| 大字   | 世帯数 | 人口 |
| ------ | ------ | ---- |
| 安積町 | 43世帯 | 96人 |

## 小・中学校の学区
市立小・中学校に通う場合、学区は以下の通りとなる。
| 番地 | 小学校             | 中学校                 |
| ---- | ------------------ | ---------------------- |
| 全域 | 郡山市立柴宮小学校 | 郡山市立郡山第七中学校 |

## 交通

### 道路
- 国道4号あさか野バイパス
- 一級市道27号笹川多田野線

## 施設等
- アート引越センター 郡山支店
- 六兵衛田公園